# Cèl·lula solar de punt quàntic

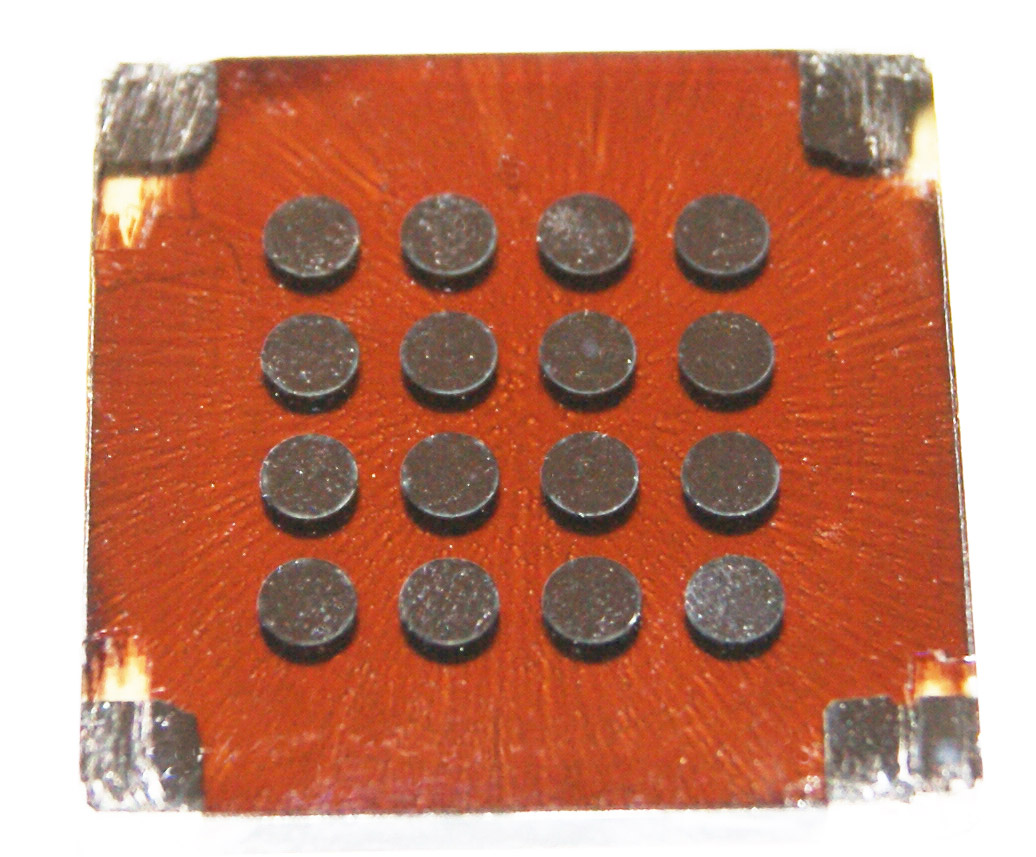
Cèl·lula solar de punt quàntic de spin-cast construïda pel Sargent Group a la Universitat de Toronto. Els discos metàl·lics de la superfície frontal són les connexions elèctriques a les capes inferiors.

Una cèl·lula solar de punt quàntic (QDSC) és un disseny de cèl·lula solar que utilitza punts quàntics com a material fotovoltaic absorbent. Intenta substituir materials a granel com el silici, el seleniur de coure indi gal·li (CIGS) o el telurur de cadmi (CdTe). Els punts quàntics tenen bandes intermitents que es poden ajustar a una àmplia gamma de nivells d'energia canviant la seva mida. En materials a granel, la banda intermèdia es fixa mitjançant l'elecció del material (s). Aquesta propietat fa que els punts quàntics siguin atractius per a cèl·lules solars multiunió, on s'utilitzen diversos materials per millorar l'eficiència mitjançant la recollida de múltiples porcions de l'espectre solar.
A partir del 2022, l'eficiència supera el 18,1%. Les cèl·lules solars de punt quàntic tenen el potencial d'augmentar l'eficiència de conversió termodinàmica màxima assolible de la conversió de fotons solars fins a un 66% utilitzant portadors fotogenerats calents per produir fotovoltatges més alts o fotocorrents més alts.
En una cèl·lula solar convencional, la llum és absorbida per un semiconductor, produint un parell electró-forat (eh); la parella pot estar lligada i es coneix com a excitó. Aquest parell està separat per un potencial electroquímic intern (present a les unions pn o díodes Schottky) i el flux resultant d'electrons i forats crea un corrent elèctric. El potencial electroquímic intern es crea dopant una part de la interfície semiconductora amb àtoms que actuen com a donants d'electrons (dopatge de tipus n) i una altra amb acceptors d'electrons (dopatge de tipus p) que dona lloc a una unió pn. La generació d'un parell eh requereix que els fotons tinguin una energia que superi la banda intercalada del material. Efectivament, els fotons amb energies inferiors a la banda buida no s'absorbeixen, mentre que els que són més alts poden termalitzar ràpidament (en uns 10-13 s) a les vores de la banda, reduint la sortida. La primera limitació redueix el corrent, mentre que la termalització redueix la tensió. Com a resultat, les cèl·lules semiconductors pateixen una compensació entre voltatge i corrent (que es pot alleujar en part mitjançant l'ús de múltiples implementacions d'unió). El càlcul detallat del balanç mostra que aquesta eficiència no pot superar el 33% si s'utilitza un sol material amb un interval de banda ideal d'1,34 eV per a una cèl·lula solar.
La bretxa de banda (1,34 eV) d'una cèl·lula ideal d'unió única és propera a la del silici (1,1 eV), una de les moltes raons per les quals el silici domina el mercat. Tanmateix, l'eficiència del silici està limitada a un 30% (límit de Shockley-Queisser). És possible millorar una cèl·lula d'unió única apilant verticalment cèl·lules amb diferents bandes intermitents, anomenada enfocament "tàndem" o "multi-unió". La mateixa anàlisi mostra que una cel·la de dues capes hauria de tenir una capa sintonitzada a 1,64 eV i l'altra a 0,94 eV, proporcionant un rendiment teòric del 44%. Una cel·la de tres capes s'ha de sintonitzar a 1,83, 1,16 i 0,71 eV, amb una eficiència del 48%. Una cèl·lula de "capa infinita" tindria una eficiència teòrica del 86%, amb altres mecanismes de pèrdua termodinàmica que representen la resta.
Els mètodes tradicionals de preparació de silici (cristal·lí) no es presten a aquest enfocament a causa de la manca de sintonització del bandgap. Les pel·lícules primes de silici amorf, que a causa d'un requisit relaxat en la preservació de l'impuls del cristall poden aconseguir bandes intermitents directes i la barreja de carboni, poden ajustar la banda intercalada, però altres problemes han impedit que coincideixin amb el rendiment de les cèl·lules tradicionals. La majoria d'estructures de cèl·lules en tàndem es basen en semiconductors de major rendiment, especialment l'arsenur d'indi gal·li (InGaAs). Les cèl·lules InGaAs/GaAs/InGaP de tres capes (bandaps 0,94/1,42/1,89 eV) tenen el rècord d'eficiència del 42,3% per als exemples experimentals.